# Die Schlacht um die Schelde
Die Schlacht um die Schelde (Originaltitel De slag om de Schelde) ist ein niederländischer Kriegsfilm von Matthijs van Heijningen Jr., der am 15. Oktober 2021 in das Programm von Netflix aufgenommen wurde. Der Film erzählt eine fiktive Geschichte, die rund um die Schlacht an der Scheldemündung während des Zweiten Weltkriegs angesiedelt ist.

## Handlung
Während im November 1944 Mitglieder des niederländischen Widerstands und Zehntausende ihrer Verbündeten auf der Halbinsel Walcheren in Zeeland gegen die Deutschen kämpfen, kreuzen sich auf schicksalhafte Weise die Wege von Teuntje, William und Marinus.
Teuntjes Bruder Dirk, der als Fotograf für den Widerstand arbeitet, tötet drei deutsche Soldaten und wird von den Deutschen gesucht. Sie versucht ihn zu beschützen und schließt sich selbst dem Widerstand an. Marinus ist ein niederländischer Freiwilliger und kämpft für die Deutschen. Er trifft auf William, einen Piloten, der in Zeeland abgestürzt ist.

## Hintergrund
Die titelgebende Schlacht an der Scheldemündung war eine militärische Operation der kanadischen Streitkräfte während des Zweiten Weltkriegs. Sie fand zwischen dem 2. Oktober und dem 8. November 1944 im Nordwesten Belgiens und im Südwesten der Niederlande statt.

## Produktion

### Stab und Besetzung

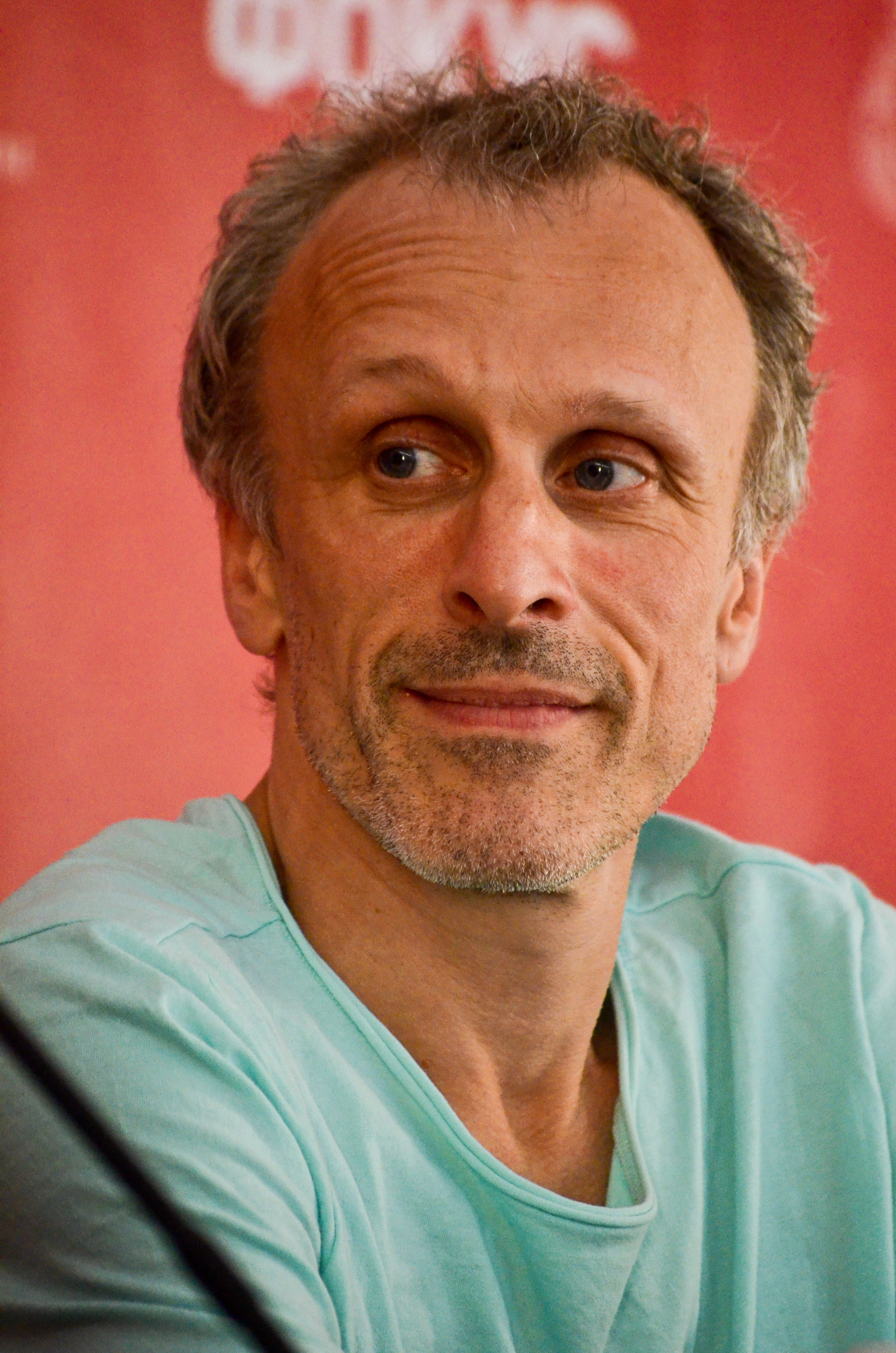
Der Flame Jan Bijvoet spielt Doctor Visser

Regie führte Matthijs van Heijningen Jr., der gemeinsam mit Paula van der Oest, Jesse Maiman, Pauline van Mantgem und Reinier Smit auch das Drehbuch schrieb.
Gijs Blom, vor allem bekannt für seine Rolle des Prinzen Viridian in der Fernsehserie Der Brief für den König, spielt in der Hauptrolle den niederländischen Überläufer Marinus van Staveren. Jan Bijvoet spielt Doctor Visser, Susan Radder spielt Teuntje Visser und Ronald Kalter deren Bruder Dirk, der als Fotograf für den Widerstand arbeitet. Jamie Flatters spielt den Piloten William Sinclair. In weiteren Rollen sind Tom Felton als Tony Turner, Coen Bril als Henk Schneijder, Theo Barklem-Biggs als John, Scott Reid als Nigel und Marthe Schneider in der Rolle von Janna zu sehen.

### Dreharbeiten
Gedreht wurde in den ersten Monaten des Jahres 2020 in verschiedenen niederländischen Städten und Gemeinden in der Provinz Zeeland, so in Middelburg, Vlissingen, Sluis (hier in Sint Anna ter Muiden), in Brouwershaven im Norden der Insel Schouwen-Duiveland und in Veere auf der Insel Walcheren. Weitere Drehorte waren Zwartewaterland und Sint-Truiden. Als Kameramann fungierte Lennert Hillege.

### Veröffentlichung
Die Premiere des Films erfolgte im Dezember 2020 in Vlissingen. Am 5. Juni 2021 kam er in die niederländischen Kinos. Im September 2021 wurde er beim Film by the Sea Film Festival und beim Nederlands Film Festival vorgestellt. Am 15. Oktober 2021 wurde der Film in das Programm von Netflix aufgenommen.

## Rezeption

### Kritiken und Abrufzahlen

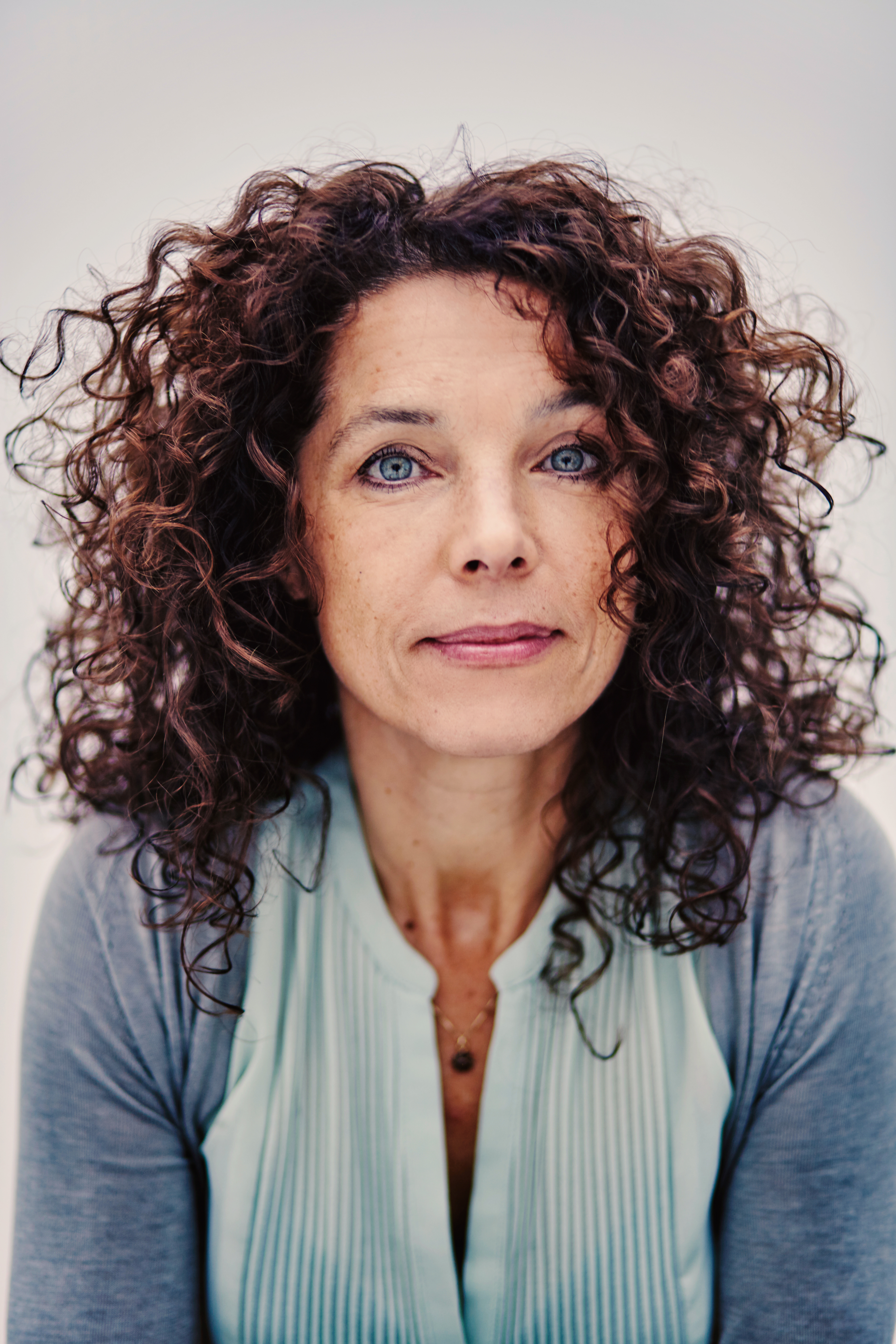
Drehbuchautorin Paula van der Oest

Berend Jan Bockting schrieb in der Volkskrant, die straffe Regie von Matthijs van Heijningen und das Drehbuch von Paula van der Oest würden Die Schlacht um die Schelde fesselnd wie das filmische Äquivalent eines Pageturners machen. Man könne Die Schlacht um die Schelde auch als Kriegsfilm für die Seriengeneration bezeichnen, vor allem weil bei seinen Höhepunkten eine Szene nach der anderen mit einem Cliffhanger ende. Die Macher hätten eine donnernde Spektakelmaschine geschaffen, mit Kampfszenen, die direkt aus der Eröffnungssequenz von Der Soldat James Ryan zu stammen scheinen würden.
Giancarlo Schwendener von outnow.ch schreibt, die Story leide unter der vielen Improvisation und bestehe darüber hinaus aus mehreren einzelnen Schicksalen, die jedoch durch keinen roten Faden einen Zusammenhang finden. Erst gegen Schluss komme etwas Spannung auf, und es bleibe unklar, was der Film bezwecken soll: „Die einzelnen Geschichten der Holländer, der Briten und auch der Deutschen beginnen allesamt mit einem spannenden Ansatz. Jedes einzelne Mal versanden sie aber, ohne wirklich den Zusammenhang zu den anderen Schicksalen zu finden.“ Es sei ein sehr ehrenhaftes Ansinnen, dass die Produzenten aus Holland ihren Vorfahren Tribut zollen wollten, doch das funktioniere einfach nicht.
Nach seinem Start bei Netflix landete er in den Top 10 der deutschen Charts des Streamingdienstes.

### Auszeichnungen
Nederlands Film Festival 2021
- Auszeichnung für die Beste Kamera (Lennert Hillege)
- Auszeichnung für den Besten Filmschnitt (Marc Bechtold)
- Auszeichnung für die Besten Kostüme (Margriet Procee)
- Auszeichnung für das Beste Sounddesign (Herman Pieëte)
- Auszeichnung für die Beste Ausstattung (Hubert Pouille)
- Nominierung als Bester Film für das Gouden Kalf (Alain de Levita)
- Nominierung für die Beste Regie (Matthijs van Heijningen Jr.)
- Nominierung für das Beste Drehbuch (Paula van der Oest)[11][12]